# Judo aux Jeux africains de 1973
Navigation
Édition précédente Édition suivante
La 2e édition du  Judo aux Jeux africains  a été disputée à Lagos  et a comporté  6 épreuves avec l’introduction de la catégorie Open. Le Sénégal a de nouveau remporté la compétition avec 2 titres.  Une Coupe du meilleur judoka a été remise au Tunisien Abdelaziz Zaier.

## Podiums
| Épreuves                       | Or                            | Argent                          | Bronze                                           |
| ------------------------------ | ----------------------------- | ------------------------------- | ------------------------------------------------ |
| Moins de 71 kg poids légers    | Abdelaziz Zaier Tunisie       | Jaksos Djidji Madagascar        | Ahmed Moussa Algérie Jacques Ndiaye Sénégal      |
| Moins de 78 kg poids mi-moyens | Mohamed Belmir Algérie        | Emmanuel Ndoumbè Ngoua Cameroun | Lamine Wade Sénégal Zaketé République du Congo   |
| Moins de 86 kg poids moyens    | Pascal Ouattara Côte d'Ivoire | Mohsen Mahjoub Tunisie          | Boubaker Slimani Maroc Fodil Goumrassa Algérie   |
| Moins de 95 kg poids mi-lourds | Abdoulaye Djiba Sénégal       | Tahar Abbad Algérie             | Lahbib Bouazzaoui Maroc Oualla Côte d'Ivoire     |
| Plus de 95 kg poids lourds     | Tijani Ben Kassou Maroc       | Hassan El Shiwi Égypte          | Mbagnick Mbodj Sénégal Isaac Angbo Côte d'Ivoire |
| Toutes catégories poids open   | Habib Guèye Sénégal           | Tijani Ben Kassou Maroc         | Daouda Nigeria Boussaad Hamane Algérie           |

## Tableau des médailles
| Rang  | Nation              | Or | Argent | Bronze | Total |
| ----- | ------------------- | -- | ------ | ------ | ----- |
| 1     | Sénégal             | 2  | 0      | 3      | 5     |
| 2     | Algérie             | 1  | 1      | 3      | 5     |
| 3     | Maroc               | 1  | 1      | 2      | 4     |
| 4     | Tunisie             | 1  | 1      | 0      | 2     |
| 5     | Côte d'Ivoire       | 1  | 0      | 2      | 3     |
| 6     | Cameroun            | 0  | 1      | 0      | 1     |
| 6     | Égypte              | 0  | 1      | 0      | 1     |
| 6     | Madagascar          | 0  | 1      | 0      | 1     |
| 9     | République du Congo | 0  | 0      | 1      | 1     |
| 9     | Nigeria             | 0  | 0      | 1      | 1     |
| Total | Total               | 6  | 6      | 12     | 24    |

## Source
- (fr) Mahmoud Ellafi [sous la dir. de] :  « Les Jeux africains », Almanach du sport. 1956-1973, éd. Le Sport, Tunis, 1974, pp. 308-315